# Adamantina (microregio)
Adamantina is een van de 63 microregio's van de Braziliaanse deelstaat São Paulo. Zij ligt in de mesoregio Presidente Prudente en grenst aan de microregio's Andradina, Araçatuba, Birigui, Dracena, Presidente Prudente en Tupã. De microregio heeft een oppervlakte van ca. 3.659 km². In 2006 werd het inwoneraantal geschat op 150.269.
Veertien gemeenten behoren tot deze microregio:
- Adamantina
- Flora Rica
- Flórida Paulista
- Inúbia Paulista
- Irapuru
- Lucélia
- Mariápolis
- Osvaldo Cruz
- Pacaembu
- Parapuã
- Pracinha
- Rinópolis
- Sagres
- Salmourão

Mesoregio's: Araçatuba · Araraquara · Assis · Bauru · Campinas · Itapetininga · Litoral Sul Paulista · Macro Metropolitana Paulista · Marília · Metropolitana de São Paulo · Piracicaba · Presidente Prudente · Ribeirão Preto · São José do Rio Preto · Vale do Paraíba Paulista

Microregio's: Adamantina · Amparo · Andradina · Araçatuba · Araraquara · Assis · Auriflama · Avaré · Bananal · Barretos · Batatais · Bauru · Birigui · Botucatu · Bragança Paulista · Campinas · Campos do Jordão · Capão Bonito · Caraguatatuba · Catanduva · Dracena · Fernandópolis · Franca · Franco da Rocha · Guaratinguetá · Guarulhos · Itanhaém · Itapecerica da Serra · Itapetininga · Itapeva · Ituverava · Jaboticabal · Jales · Jaú · Jundiaí · Limeira · Lins · Marília · Mogi das Cruzes · Mogi-Mirim · Nhandeara · Novo Horizonte · Osasco · Ourinhos · Paraibuna e Paraitinga · Piedade · Piracicaba · Pirassununga · Presidente Prudente · Registro · Ribeirão Preto · Rio Claro · Santos · São Carlos · São João da Boa Vista · São Joaquim da Barra · São José do Rio Preto · São José dos Campos · São Paulo · Sorocaba · Tatuí · Tupã · Votuporanga